# Kurt Ostlund
Kurt Ostlund (ur. 18 marca 1992 w Vancouver) – kanadyjski aktor znany głównie z serialu Mr. Young, gdzie gra Jordana Slabinskiego.

## Filmografia
- Snowpiercer
- Level Up jako Big Joe (2012)
- Mr. Young jako Jordan "Slab" Slabinski (od 2011)
- iCarly
- Nie ma to jak hotel